# Cerneakivka, Ciutove
Cerneakivka (în ucraineană Черняківка) este localitatea de reședință a comunei Cerneakivka din raionul Ciutove, regiunea Poltava, Ucraina.

## Demografie
Componența lingvistică a localității Cerneakivka
     Ucraineană (96,38%)
     Rusă (3,62%)
Conform recensământului din 2001, majoritatea populației localității Cerneakivka era vorbitoare de ucraineană (96,38%), existând în minoritate și vorbitori de rusă (3,62%).